# Takumi Shimohira
Takumi Shimohira (Osaka, 6 oktober 1988) is een Japans voetballer.

## Carrière
Takumi Shimohira speelde tussen 2007 en 2011 voor Gamba Osaka. Hij tekende in 2012 bij Omiya Ardija.